# Prokópios Lazarídis
Prokópios Lazarídis (grec moderne : Προκόπιος Λαζαρίδης, 1859 - 1923) est un évêque métropolitain grec orthodoxe, ayant servi à la tête de plusieurs évêchés à la fin de la période ottomane. En tant qu'évêque d'Iconium, l'actuelle Konya, en Anatolie centrale, il est impliqué dans le débat portant sur la création de l'Église orthodoxe turque. Il est mort dans une prison turque, en 1923.
Il est commémoré par l'Église orthodoxe grecque en tant que Hiéromartyr (grec moderne : ιερομάρτυρας), tandis que sa fête est célébrée le dimanche précédant l'Exaltation de la Sainte-Croix chaque année (entre le 7 et le 13 septembre).

## Biographie
Prokópios Lazarídis est né à Tyane, dans la province de Konya, en 1859. Il fréquente le séminaire de Chálki à Constantinople (Istanbul), en 1875. En 1899, il devient Métropolite de Dyrrachium (aujourd'hui Durrës, dans la partie centrale de l'Albanie), où il développe une activité importante au sein des communautés orthodoxes locales. En 1906, il est installé dans la ville anatolienne de Philadelphie (Alaşehir, Asie Mineure), à la tête de l'évêché local,.
En 1911, il devient évêque métropolitain d'Iconium, en Anatolie centrale. Pendant la guerre gréco-turque (1919-1922), les autorités turques nationalistes, dans une tentative de turquisation et de prise de contrôle total de l'église orthodoxe, fondent l'église orthodoxe turque à Kayseri et installent Papa Eftim à la tête de cette dernière. Prokópios s'oppose à ces développements et tente de trouver une solution concernant l'administration de l'Église orthodoxe en Anatolie.
Le 20 septembre 1920, en conséquence de son intervention, Prokópios, ainsi que l'évêque arménien local de Konya, sont emprisonnés par les autorités nationalistes de Mustafa Kemal. Par la suite, Prokópios est transféré vers la prison d'Erzurum, où il séjourne d'octobre 1920 à mai 1922. Peu après sa libération, il se rend à Ankara, où il rencontre Mustafa Kemal afin de tenter de demander sa non-participation au conflit ecclésiastique au sujet de la création du patriarcat orthodoxe turc, en raison de graves problèmes de santé dont il souffre. Néanmoins, sa demande est rejetée.
Prokópios préside le concile ecclésiastique qui s'ensuit, en janvier 1923, où il est obligé de proclamer la création l'Église orthodoxe turque. Cependant, les intérêts turcs dans cette affaire se refroidissent, en raison de la défaite grecque en Anatolie et de la déportation des communautés grecques orthodoxes d'Anatolie qui s'ensuit. Prokópios est de nouveau emprisonné et meurt en détention, en avril 1923, dans la prison de Kayseri,.